# Dragoș Grigore
Dragoș Grigore (Vaslui, 7 de septiembre de 1986) es un futbolista profesional rumano que juega como defensa en el F. C. Gloria Buzău de la Liga I.

## Selección nacional
Es internacional absoluto por Rumania.

## Palmarés

### Títulos nacionales
| Título                   | Club                   | País     | Año     |
| ------------------------ | ---------------------- | -------- | ------- |
| Copa de Rumania          | Dinamo de Bucarest     | Rumania  | 2011-12 |
| Supercopa de Rumania     | Dinamo de Bucarest     | Rumania  | 2012    |
| Primera Liga de Bulgaria | PFC Ludogorets Razgrad | Bulgaria | 2018-19 |
| Supercopa de Bulgaria    | PFC Ludogorets Razgrad | Bulgaria | 2019    |
| Primera Liga de Bulgaria | PFC Ludogorets Razgrad | Bulgaria | 2019-20 |
| Primera Liga de Bulgaria | PFC Ludogorets Razgrad | Bulgaria | 2020-21 |